# MyTomorrows
myTomorrows is een handelsnaam van Impatients N.V. en een Nederlands bedrijf dat wereldwijd actief is in de gezondheidszorg. Het internationale hoofdkantoor is gevestigd te Amsterdam. myTomorrows biedt uitbehandelde patiënten en hun artsen informatie over en toegang tot geneesmiddelen die zich nog in de ontwikkelingsfase bevinden of bijvoorbeeld in sommige landen (nog) niet geregistreerd zijn. Toegang tot deze geneesmiddelen kan worden geregeld aan de hand van klinisch onderzoek, expanded access en off-label gebruik.
myTomorrows werd in 2013 opgericht door Ronald Brus, de voormalig CEO van het biotechbedrijf Crucell. In het begin van het bestaan werd myTomorrows bestempeld als vernieuwend en controversieel. In mei 2013 werden door PvdA-Kamerlid Lea Bouwmeester Kamervragen over het bedrijf gesteld. Eind 2017 trad oud-minister Ronald Plasterk in dienst als Chief Scientific Officer.